# Zapotitlán Salinas
Zapotitlán Salinas es el nombre de la cabecera municipal de Zapotitlán, uno de los 217 municipios del estado de Puebla, en México. Zapotitlán Salinas se localiza en las coordenadas 97º28'28" W - 18º19'55" N, al sureste del estado de Puebla y posee una población de 2 mil 637 habitantes

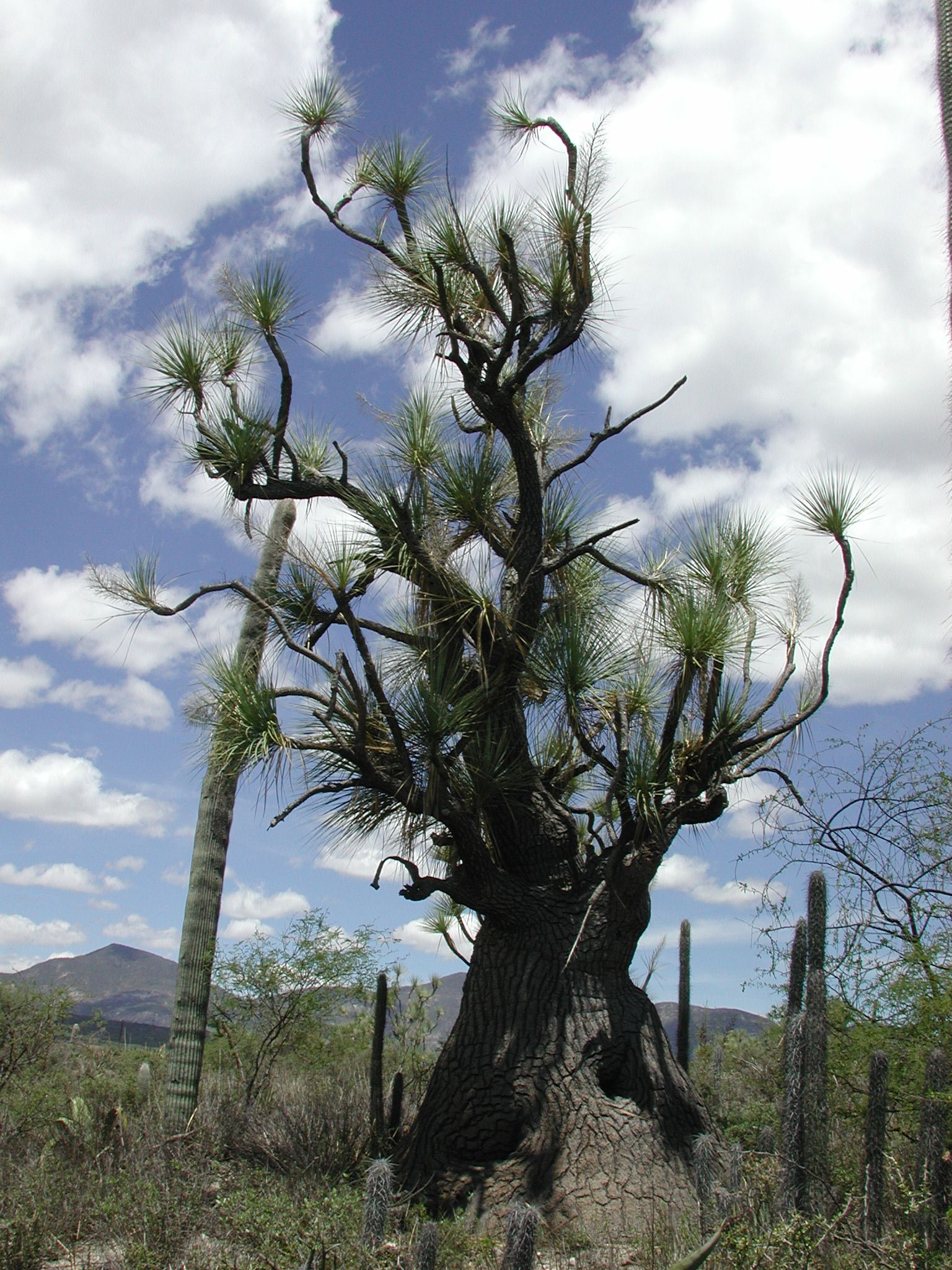
Beaucarnea gracilis a las afueras de Zapotitlán Salinas.

## Historia
La población fue fundada por indígenas mixtecos y popolocas en la época prehispánica, durante los años 1000-1560. Durante buena parte de su historia, la localidad se dedicó a la explotación de las salinas naturales en el Valle de Zapotitlán, originadas debido a la salinidad del lecho del río Zapotitlán o Salado. En las inmediaciones de esta población se localizan estas salinas y los vestigios de la ciudad de Cuthá, uno de los principales centros urbanos de la Mixteca Baja poblana durante el formativo superior mesoamericano.

## Clima
El Valle de Zapotitlán Salinas presenta un clima seco o árido, semicálido, con una marcada época de lluvias en el verano. El clima seco de esta región se debe principalmente a que las corrientes de viento cargado de humedad que provienen del Golfo de México chocan contra las montañas de la Sierra Madre Oriental, dejando caer toda la lluvia en las zonas del lado oriente de la Sierra, y pasando al otro lado en forma de vientos secos. Así, sólo una mínima parte de esta lluvia pasa hacia el Valle de Zapotitlán, generando el clima semiárido que lo caracteriza.  

Principales Ecosistemas
La mayor parte del territorio de este municipio cuenta con una vegetación seca entre las cuales se encuentran: áreas de matorral crasicaule, zonas de chaparrales, matorral desértico rosetófilo (en zonas accidentadas), al sur- oeste bosques de encino y en el centro áreas de mezquitales.
LO MÁS DESTACADO
Al sur de Tehuacán, en plena Reserva de la Biosfera Tehuacán-Cuicatlán, se encuentra Zapotitlán Salinas. En este territorio desértico, de singular belleza, dominado por las cactáceas, quedan algunas de las Salinas que ya los antiguos pobladores explotaban. En una de las bodegas se construyó la Capilla Enterrada. La reserva puede conocerse de la mano de las comunidades locales, que gestionan el Jardín Botánico Comunitario Helia Bravo Hollis, con senderos entre cactáceas y servicios turísticos.
En la pequeña población de San Juan Raya se puede también visitar el Museo Comunitario Paleontológico y Parque Ecoturístico Turritelas, con actividades como la exploración en busca de fósiles y con servicio de alojamiento. En la población de Zapotitlán Salinas destacan la parroquia de San Martín, una de las más antiguas de la región, el Templo de los Reyes Magos y el Templo de San Francisco. En la zona se elaboran artesanías de barro bruñido.
COLINDANCIAS
Norte con Tehuacán, sur con Caltepec, oriente con San Gabriel Chilac, San José Miahuatlán y Altepexi, y poniente con Atexcal y el estado de Oaxaca.

## Flora y Fauna
La vegetación característica de esta región tiene una gran variedad y entre las principales des
- Agave Karwinskii  Zucc “Cachitún”
- Agave Kerchovei Lem “Ixtle”
- Yuca periculosa Baker “Izote”
- Brahea dulcis “Palma”
- Gymnoperma  glutinosum  “Popote y popotillo”
- Ceiba parvifolia Rose “Pochote”
- Bursera arida “Palo mulato”
- Cephalocereus “Cardón blanco”
- Escontria chiotilla “Quiotilla”
- Myrtillocactus geomentizans “Garambullo”
- Neobuxbaumia “Tetecho”.
- Stenocereus pruinosus “Pitayo”
- Hylocereus “Pitahaya”
- Echinocactus “Asiento de suegra”
- Ferocactus “Biznaga”
- Biznaga de Piñita

Fauna:
- Ardillas
- Zorrillos
- Águilas
- Conejos
- Zopilotes
- Murciélagos
- Víboras de cascabel
- Iguanas
- Venados
- iguanas
- serpientes
- zopilotes
- conejos
- coyotes
- zorros
- lagartijas

## Características del suelo
El tipo de suelo que se encuentra en el Valle de Zapotitlán Salinas, es generalmente de yeso y caliza, y con un alto contenido de sales. Cabe mencionar que un material importante que se puede obtener de este tipo de suelos es el ónix, el cual es una fuente de ingresos económicos para la región. Este material es aprovechado por los habitantes de esta región, y es así como los artesanos se han dedicado a realizar artesanías como: como lápidas, macetas , figuras y material de construcción.En la Colonia de Los reyes de Metzontla, se tiene un suelo arcilloso, el cual permite la obtención de barro, utilizado para realizar artesanías.